# Дінмухамеда Кунаєва (Турара Рискулова район)
Дінмухаме́да Куна́єва (каз. Дінмұхамед Қонаев ауылы) — село у складі району Турара Рискулова Жамбильської області Казахстану. Адміністративний центр Акнієтського сільського округу.
Населення — 1036 осіб (2021; 813 у 2009, 1363 у 1999, 1239 у 1989).
До 2018 року село називалось Юбілейне.